# FC Jokerit
 FC Jokerit foi um clube de futebol e de hóquei no gelo da Finlândia da cidade de Helsinki. O clube foi fundado em 1999.

## História
Em 1999, o empresário Hjallis Harkimo criou FC Jokerit, através do PK-35 Vantaa, o clube já nasceu na Veikkausliiga. Disputou até 2003, quando foi dissolvido, e vendido para o HJK Helsinki, em março de 2004. E foi renomeado como Klubi-04 e relegado para a Kakkonen

## Títulos
- Vice-Campeão da Veikkausliiga: 1999
- Ykkönen: 2003

## Histórico dos Treinadores
- Pasi Rautiainen 1999-2000, 2003
- Jan Everse 2001
- Ville Lyytikäinen 2001-2002